# Candice Renoir
Candice Renoir es una serie policiaca francesa, emitida originalmente por la cadena France 2 desde 2013. En España ha sido transmitida desde mayo de 2017 
y en América Latina desde octubre de 2020, en ambos casos por AXN.

## Argumento
Candice Renoir es una expatriada, recién separada y madre de cuatro hijos, regresa a Francia tras una excedencia de 10 años y retoma su trabajo como comandante de policía en Sète, cerca de Montpellier. Antes de la excedencia trabajó la Brigada Criminal en París, para luego acompañar a su marido a numerosos destinos: México, Los Ángeles, Dakar y Singapur. Candice debe lidiar con sus hijos, que no están satisfechos con la nueva situación, y con su nuevo equipo, que no la recibe muy bien, y cuya confianza debe ganarse. Su jefa tampoco está contenta con su regreso, y además su particular forma de investigar y de vestir, poco acorde con la seriedad de su trabajo, no mejora la percepción que tienen de ella.

## Reparto

### El equipo de Candice
- Cécile Bois: Comandante Candice Renoir. Aunque es muy buena investigadora, tras 10 años de excedencia tiene problemas para volver a coger el tren del trabajo policíaco, especialmente en lo relacionado con la tecnología.[1]
- Raphaël Lenglet: Capitán Antoine Dumas. Le cuesta aceptar a Candice como comandante ya que la comisaria Attia le había prometido el ascenso.
- Gaya Verneuil: Teniente Chrystelle Da Silva (temporadas 1-5, recurrente en la 9 (2 episodios)
- Mhamed Arezki: Brigadier Jean-Baptiste Medjaoui (temporadas 1-2, invitado en la tercera)
- Yeelem Jappain: Teniente Valentine Atger (a partir de la temporada 5- temporada 9)
- Ali Marhyar: Brigadier Meddhi Badou (a partir de la temporada 3)
- Philippe Duquesne: Brigadier Albert Maruvel (temporada 3, episodios 1 a 7)

### Otros policías
- Samira Lachhab: Comisaria Yasmine Attia, primera superior de Candice (temporadas 1-3). Abiertamente hostil, le insinúa a Antoine que la obligaron a contratarla.
- Stéphane Blancafort: Comandante David Canovas (temporadas 2-4, invitado en la 5)
- Nathalie Boutefeu: Comisaria Sylvie Leclerc, la nueva superior de Candice (a partir de la temporada 4)
- Alix Poisson: Pascale Ibarruri, responsable de la Policía científica. (temporadas 1-2).
- Delphine Rich: Aline Jego, responsable de la Policía científica (a partir de la segunda temporada).

### La familia Renoir
- Clara Antoons: Emma Renoir, la hija mayor de Candice, que echa de menos su antigua vida.
- Étienne Martinelli: Jules Renoir, el hijo mayor de Candice, al que le gusta cocinar. 14 años al principio de la serie.
- Paul Ruscher: Martin Renoir, uno de los gemelos. 8 años al principio de la serie.
- Alexandre Ruscher: Léo Renoir, el otro gemelo.
- Fanny Cottençon: Magda Muller, la madre de Candice (temporada 4)
- Arnaud Giovaninetti: Laurent Renoir, el exmarido de Candice (temporadas 1-2)

## Producción
La serie fue creada por Solen Roy-Pagenault, Robin Barataud y Brigitte Peskine, y está producida por Boxeur de Lune y Couleurs Productions.
El tema de la serie es Respect de Aretha Franklin.